# Papež Vigilij
Vigilij, rimski škof, (papež) rimskokatoliške Cerkve, * okrog 500 Rim (Italsko kraljestvo) ; † 7. junij 555 Sirakuza (otok Sicilija, Bizantinsko cesarstvo).

## Življenjepis
Na življenje papeža Vigilija je imel močan vpliv bizantinski cezaropapizem. 

### Hiter vzpon
Vigilij je po »Liber pontificalis« izhajal iz ugledne rimske rodovine; oče po imenu Janez (Johannes) je bil konzul,  a brat Reparat (Reparatus) član Senata. 
Vigilij je postal 531. diakon. Kljub temu, da ga je Bonifacij  že za življenja pred rimskim klerom imenoval za svojega naslednika, je moral zaradi hudega nasprotovanja duhovščine in ljudstva to listino sežgati.
Vigilij je postal član odposlanstva, ki je skupaj s papežem Agapitom 536 prišlo v Carigrad in poskušalo dokončati vojno med Bizancem in Ostrogoti; ko je bil apokriziarij (nuncij) v Carigradu je dajal upanje cesarici Teodori, da bo podpiral monofizitstvo ter vrnil zategadelj odstavljenega patriarha Antima na njegov sedež. 
Agapit je 22. aprila 536 umrl v Carigradu; častihlepni Vigilij se je vrnil v Rim, kjer pa je tedaj postavil na papeški prestol gotski kralj Teodat Gotom naklonjenega Silverija. 9. decembra 536 so bizantinske čete pod Belizarjem brez odpora zasedle Rim. Belizar je papeža kratko malo odstavil ter ga zamenjal z Vigilijem 29. marca 537, Silverija pa poslal v pregnanstvo v Sirijo. Neosnovana obtožba se je glasila, da je Gotom naklonjen in do Bizantincev sovražen. 

### Spor okoli »Treh poglavij«
Rim je ob stalnih spopadih silno trpel; bizantinskega cesarja Justinijana pa je bolj zanimala visoka teologija. Zgrešeno je menil, da bo obsodba tako imenovanih »Treh poglavij« vrnila enotnost krščanstvu in pridobila vzhodne Cerkve, ki so bile pod vplivom monofizitstva. 
»Tri poglavja« so vsebovala spise Teodora Mopsuestijskega (350-428), Teodoreta Cirskega († 466) in en spis Ibasa Edeškega (†457), ki so kljub nekaterim zmotam bili ugledni cerkveni možje in so umrli v cerkveni edinosti. 
Papež obsodbe ni imel za primerne tudi zato, ker bi obsodba teh poglavij mogla dati videz napada na odloke Kalcedonskega vesoljnega cerkvenega zbora. Zato je pisal pismo v Carigrad ter zahteval zvestobo določbam Kalcedonskega vesoljnega cerkvenega zbora in je zavrnil cesarjev tozadevni odlok iz leta 543. Čutil je nevarnost, da bi napad na Tri poglavja še bolj porušil že tako majavo edinost kristjanov. Zategadelj ga je Justinijan 547 dal na silo privesti v Carigrad, ko so Ostrogoti pod Totilom zopet oblegali Rim. Vigilij je cesarja prosil za pomoč, vendar se je cesarju zdelo pomembneje, da prisili papeža k obsodbi Treh poglavij, kar je privolil šele pod hudim pritiskom in grožnjami11. aprila 548 . 

### Razkol
To je povzročilo v Cerkvi pravi vihar: mnoge skupnosti so pretrgale povezanost z Rimom. 
Najprej je nastalo vznemirjenje med v Carigradu bivajočimi zahodnjaki, ki se je bliskovito razširilo po celem Zahodu. Papežev sorodnik diakon Rufin (Rufinus) mu je javno očital neznačajnost; povezanost z Rimom so pretrgali milanski nadškof in italijanski metropolit Dacij (Dacius), hermijanskiškof Fakund (Facundus) se je uprl v imenu afriških škofov; ilirski in dalmatiski  škofje so tudi pretrgali povezanost z Rimom, kar je storil tudi samozvani oglejski patriarh Pavlin I., ki se je pridružil nestorijancem. S tem se je začel razkol patriarhata med dva patriarha, saj so privrženci papeža kmalu izvolili svojega patriarha. Druge cerkve so se vrnile pod rimsko nadoblast večinoma pod Gregorjem Velikim, medtem ko se je oglejski spor končal šele leta 700, ko je tudi Oglej priznali nadoblast papeža Sergija, medtem ko je ozemeljska delitev še naprej ostala.
Papež je zato preklical svojo obsodbo Treh poglavij, nakar ni bil več varen življenja in ko so vojaki napadli cerkev svetega Petra, so vanjo vdrli vojaki. Na papeža, ki se je oklepal oltarja, se je le-ta podrl. Vznemirjeno ljudstvo se je zbralo v njegovo podporo in vojaki so prestrašeni pobegnili. V decembru 551 je papež pobegnil čez morje v bližnji Kalcedon v cerkev svete Evfemije, od koder je s pismi opozoril na žalostno stanje: »V Justinijanu pravzaprav nisem naletel na dragega državnika, ampak ne krutega Dioklecijana.« Izrazil je pripravljenost, da rajši pretrpi mučeništvo ko da bi zatajil najmanjši člen vere. Ker je papež med drugim začel bolehati, ga je cesar dal prepeljati v Carigrad.

### Drugi carigrajski koncil
Cesarjevo versko nasilje in papeževa omahljivost sta povzročili v krščanskem svetu tako zmedo, da jo je mogel rešiti le vesoljni cerkveni zbor. Papež je sicer menil, da koncil ni potreben in da lahko ima še bolj škodljive posledice za cerkveno edinost; vendar ga je cesar sklical, čeprav se ga papež ni hotel udeležiti; takrat je spet stanoval v Carigradu le nekaj sto metrov daleč od stolnice. 
Pozneje je odloke Drugega carigrajskega vesoljnega cerkvenega zbora v pismu pravovernemu patriarhu Evtihiju posredno potrdil. To je bil naslednik pravovernega patriarha Mena, ki ga je namesto odstavljenega monofizitskega patriarha Antima postavil med svojim bivanjem v Carigradu papež Agapit. 
Ko je papež Vigilij, sicer le posredno, potrdil odloke koncila, je to imelo od pričakovanega ravno nasprotni učinek: monofiziti so ostali pri svojem, na Zahodu pa se je razkol še poglobil. 
Cerkveno-politične posledice tega koncila so bile strahotne: cerkvena enotnost je bila spodkopana, nasprotja med Vzhodom in Zahodom so se poglobila, »papežev ugled je zelo upadel; vsega tega pa je bil kriv preveč samozavestni in bogoslovno površni cesar ter omahljivi, svoji nalogi nedorasli papež« (K. Baus)  Drugi carigrajski koncil so na koncu splošno vsi sprejeli kot ekumenski, celo na Zahodu.

## Smrt
Spomladi 555. je smel hudo bolni  Vigilij kreniti na pot v Rim, ki ga pa ni več videl, ker je umrl že 7. junija 555 v Sirakuzah.
Kasneje so njegovo truplo prepeljali v Rim, kjer je pokopan v cerkvi svete Priscile na Via Salaria.

### Ocena
- Nekateri avtorji menijo, da je legenda spletkarjenje, ki ga je izvajala proti Silveriju in v prid Vigilija bizantinska cesarica Teodora, ki je bila v mladosti cirkuška igralka in je znana po svojih spletkah tudi iz zgodovinskega romana Pod svobodnim soncem. Po tej pozneje nastali legendi naj bi bil Vigilij mučenec svoje verske zvestobe, ko najprej ni hotel obsoditi Kalcedona; vendar izgleda, da je v častihlepnem Vigiliju zvita monofizitistična Teodora le našla ustreznega sodelavca.[15]

- Obdobje precej dolgega Vigilijevega pontifikata opredeljujeta dve značilnosti: na eni strani cezaropapizem Justinijana, ki je za vsako ceno hotel doseči notranjo enotnost cesarstva, kar je še posebej zahtevalo versko edinost ali vsaj verski mir in s tem tudi celotno vključitev monofizitizma, ki mu je pripadala vplivna cesarica Teodora in precejšen del prebivalstva na vzhodu, na drugi strani pa častihlepnost in obenem značajska šibkost ter upogljivost papeža, nekdanjega papeškega odposlanca v Carigradu, ki je do najvišje službe v Cerkvi prišel s Teodorino pomočjo; v njegovi naravi je videla človeka, ki bi ga bilo mogoče pridobiti za monofizitizem.[16]